# براش کریک (کالیفرنیا)
براش کریک (به انگلیسی: Brush Creek) یک منطقهٔ مسکونی در ایالات متحده آمریکا است که در شهرستان بیوت، کالیفرنیا واقع شده‌است. براش کریک ۱٬۰۷۹ متر بالاتر از سطح دریا واقع شده‌است.